# Dedebağı, Acıpayam
Dedebağı là một thị trấn thuộc huyện Acıpayam, tỉnh Denizli, Thổ Nhĩ Kỳ. Dân số thời điểm năm 2010 là 2.201 người.